# Boarmia phantomaria
Boarmia phantomaria là một loài bướm đêm trong họ Geometridae.